# Carne de perro (película)
Carne de perro es una película chilena escrita y dirigida por Fernando Guzzoni ("La Colorina", 2009), producida por Ceneca producciones, JBA production y Hanfgarn & Ufer. Protagonizada por Alejandro Goic, Alfredo Castro, Amparo Noguera y María Gracia Omegna.

## Sinopsis
Una compleja semana en la vida de Alejandro. Un hombre de 55 años de edad, solitario, frágil e impredecible que carga con la hostilidad de un pasado oscuro. Vemos a un hombre en busca de una nueva identidad que se extravía entre sus fantasmas y fijaciones. Un hombre que ha comenzado a desintegrarse peligrosamente y que ha subvertido su mirada de la realidad. Es una historia actual de un ex torturador que intenta reinterpretar su vida y darle un nuevo norte.

## Reparto
- Alejandro Goic como Alejandro.
- Amparo Noguera como Laura.
- Alfredo Castro como Pastor.
- María Gracia Omegna como Gabriela.
- Sergio Hernández como Raúl.
- Cristián Carvajal como Doctor.
- Manuela Oyarzún como Celeste.
- Roberto Farías como Mecánico.
- Catalina Saavedra como obrera folclórica.
- Daniel Alcaíno como hombre departamento.
- Carolina Paulsen como mujer departamento.
- Waleska Díaz como Ana.
- Jesús Briceño como hermano de Ana.

## Premios
- Premio Kutxa Nuevos Directores, Festival Internacional de Cine de San Sebastián, España, 2012.
- Premio Moviecity, Festival Internacional de Cine de Valdivia, 2012.
- Premio Ingmar Bergman International Debut, Festival Internacional de Goteborg, Suecia, 2013.
- Premio Rail D'oc, Festival de Cine Latinoamericano de Toulouse, Francia, 2013.